# Yoshihiro Sakata
Yoshihiro Sakata (義弘酒田 en japonés; Kioto, 26 de septiembre de 1942) es un ex–jugador japonés de rugby que se desempeñaba como wing.
Conocido en el mundo del rugby como Demi Sakata debido a su baja estatura, destacaba por su agilidad, habilidad, y velocidad; es considerado el mejor jugador que dio su país, de la historia. Desde 2012 es miembro del World Rugby Salón de la Fama.

## Carrera
Comenzó a jugar rugby en el colegio secundario, destacándose rápidamente y también lo hizo en la Universidad de Doshisha donde ganó el campeonato  nacional de 1964. En 1969 fue invitado a unirse al Canterbury RFU de la Mitre 10 Cup y jugó ese año.
Luego de su retiro fue presidente de la Japan Rugby Football Union de 2012 a 2016 y su período al frente del organismo coincidió con la histórica victoria de su seleccionado ante los Springboks, en la Copa Mundial de Rugby de 2015.

## Selección nacional
Fue convocado a los Brave Blossoms por primera vez en marzo de 1967 para enfrentar a un combinado universitario neozelandés que se llamó New Zealand Universities, formó parte del seleccionado que enfrentó a los Dragones rojos que fue el primer enfrentamiento de Japón ante una potencia del rugby y disputó su último partido en octubre de 1973 ante Les Blues. En total jugó 16 partidos y marcó trece tries para un total de 40 puntos (un try valía anteriormente 3 puntos y luego 4 puntos hasta 1992).

## Palmarés
- Campeón del Asia Rugby Championship de 1969, 1970 y 1972.
- Campeón de la Top League de 1966, 1967 y 1974.